# ГЕС Шуахеві
ГЕС Шуахеві — гідроелектростанція у південно-західній частині Грузії. Знаходячись перед Аджаріс-Цкальською ГЕС (16 МВт), становить верхній ступінь у каскаді на річці Аджарисцкалі, яка дренує північний схил Арсіанського хребта та є правою притокою Чорохі (впадає до Чорного моря у місті Батумі).
Для збору ресурсу облаштували кілька об'єктів на Аджарісцкалі та її лівих притоках Чірукітскалі і Скхалта:
- бетонну гравітаційну водозабірну греблю висотою 7 метрів на лівій притоці Аджарісцкалі річці Чірукітскалі;
- тунель довжиною 6,3 км з діаметром 4,2 метра та пропускною спроможністю 10 м3/с від Чірукітскалі до іншої лівої притоки Аджарісцкалі річки Скхалта (на цьому етапі працює мала ГЕС Скхалта з підземним машинним залом та трьома турбінами потужністю по 3 МВт);
- кам'яно-накидну греблю з бетонним ядром висотою 17 метрів на Схалті, яка утримує водосховище з площею поверхні 0,12 км2 та об'ємом 748 тис. м3;
- тунель довжиною 9,2 км з діаметром 5,2 метра та пропускною спроможністю 25 м3/с від Скхалта до Аджарісцкалі;
- бетонну греблю висотою 52 метри на Аджарісцкалі, яка утримує водосховище Дідачара з площею поверхні 0,15 км2 та об'ємом 998 тис. м3.
Від сховища Дідачара ресурс подається через прокладений у правобережному гірському масиві головний дериваційний тунель довжиною 17,8 км з діаметром 6,2 метра та пропускною спроможністю 48 м3/с.
Наземний машинний зал станції Шуахеві обладнали двома турбінами типу Френсіс потужністю по 89,3 МВт. При напорі у 396 метрів вони повинні забезпечувати виробництво 470 млн кВт-год електроенергії на рік.
Видача продукції відбувається по ЛЕП, розрахованій на роботу під напругою 220 кВ.
Інвесторами проекту через компанію Adjaristskali Georgia є індійська Tata Power, норвезька Clean Energy та група міжнародних фінансових інституцій. Основне обладнання замовили у філії французького концерну Alstom із Вадодари (штат Гуджарат).
Введення станції у експлуатацію прийшлось на 2017 рік.